# Halyna Mazepa
Halyna Mazepa, également appelée Halyna Mazepa de Koval, née le 9 février 1910 à Saint-Pétersbourg et morte le 30 juin 1995 à Caracas, est une artiste, illustratrice et céramiste vénézuélienne d'origine ukrainienne.

## Biographie

### Années de formation
Halyna Mazepa est née le 9 février 1910 à Saint-Pétersbourg. Son père, Isaak Mazepa, sera en 1919 Premier ministre de la République populaire ukrainienne. Sa mère, Natalia Synhalevych, est bactériologiste et enseignante.
En 1915, les Mazepa s'installent à Katerynoslav (aujourd'hui Dnipro, en Ukraine). Ils y restent jusqu'en 1920, date à laquelle ils doivent partir pour Lviv. En 1921, ils déménagent à Kalisz puis, en 1923, à Prague, ville qui, dans les années 1920 et 1930, tient le rôle de capitale intellectuelle pour les émigrés ukrainiens.
À Prague, Halyna Mazepa suit les cours du Studio ukrainien d'arts plastiques, de l'École des arts appliqués (1929-1935) et de l'Académie des arts. Dans les années 1930, elle commence à peindre, à illustrer des cartes postales, des livres et des magazines tchèques et ukrainiens, et à concevoir des costumes de théâtre et de ballet.

### Carrière

#### En Europe
En 1933, elle expose pour la première fois à Berlin et à Prague. La même année, elle visite Paris où elle rencontre son futur mari, Volodymyr Koval. En 1935, elle participe à une exposition rétrospective de l'art ukrainien au musée national de Lviv.
En 1939, elle épouse Volodymyr Koval. En 1945, leurs deux fils et la mère de Halyna, Natalia Singalevych, sont tués dans le bombardement américain de Prague. Après cette perte, le couple déménage en Allemagne.

#### Au Venezuela
En 1947, ils immigrent au Venezuela avec leur nouveau-né Bohdan.
En 1948, Halyna Mazepa commence à travailler pour Bolívar Films (es) en tant que productrice d'ARS Publicidad, une société spécialisée dans les dessins animés. La même année, elle réalise sa première exposition personnelle au Venezuela et participe au IXe Salon officiel.
Pendant les 25 années suivantes, elle illustre Tricolor, un magazine populaire destiné aux enfants des écoles primaires, publié par le ministère vénézuélien de l'Éducation. En plus de son travail d'illustratrice, elle crée des icônes modernes, au dessin et à la composition simples, où les visages sont géométrisés, des peintures sur des thèmes tirés de l'histoire et du folklore ukrainiens ou de la vie et des légendes vénézuéliennes, de petites céramiques pittoresques, des mosaïques, des dessins de costumes et des compositions abstraites.
En 1965 et en 1973, elle voyage en Europe occidentale. En 1970, elle organise sa première exposition personnelle aux États-Unis, à New York. En 1982, un album de ses œuvres est publié à Munich par l'Université libre ukrainienne (en). En 1993, elle publie à Toronto des mémoires sur son enfance en Ukraine.
Elle meurt le 30 juin 1995 à Caracas.

## Prix
En 1956, le ministère de l'Éducation du Venezuela lui a décerné le Prix national des arts appliqués.
En 1986, son œuvre intitulée « Churun Meru » a reçu le prix spécial du jury lors du 5e Concours international d'illustration du livre organisé par l'Unesco à Nome.